# السوس (مدينة)
السوس (بالفارسية: شوش) هي مدينة تقع في محافظة خوزستان بجنوب إيران، ومدينة شوش هي عاصمة مقاطعة الشوش، والمدينة واحدة من أقدم المدن في إیران حيث کانت عاصمة لحضارة عيلام و لإیران في عهد داریوس وخلفائه. يبلغ تعداد سكانها حسب إحصاء 2006م 53,897 نسمة متوزعين على 10,689 عائلة.

## دانيال في سوسة
وبالنظر إلى ان شوش (أو سوسة) بصورة مستمرة ليسكنها ما يقرب من 10000 سنة، ولعله من المدهش ان ليس هناك سوى القليل جدا في طريق لا يزال المدهش في تفتيشها.
وكما في الموقع الاثري، ومع ذلك، فان قيمة هاءله—قسم متعلق بطبقات الصخور من الجهاز المركزي للهيل قد كشفت عن ثلاثة عشر فوق المدن، والادله على استخدام خمسة عشر لغات مختلفة.
شوش ما يعطي قدرا كبيرا من الاهتمام المعاصر لشیعة المسلمين هو مفترض من ضريح النبى دانيال، وقال انه يمكن القول من الكتاب المقدس. الفصل الثامن من كتاب دانيال من السجلات ان الرءيه السياسية للالكبش والماعز وقعت في (قصر حوسان تي). تقف على الضفة الشرقية من النهر الصغير ش `اور، فإن هذا الموقع من الضريح، من الواضح ان لا كبير في العصور القديمة، وتتميز أ - الغريب ان مثل الاناناس والجص الأبيض المخروط، whise الشكل على حد سواء غير النظاميه وغير متماثل : الميزه في الهندسة المعمارية وإيران وأيضا في العراق